# Piaskowiec (roślina)

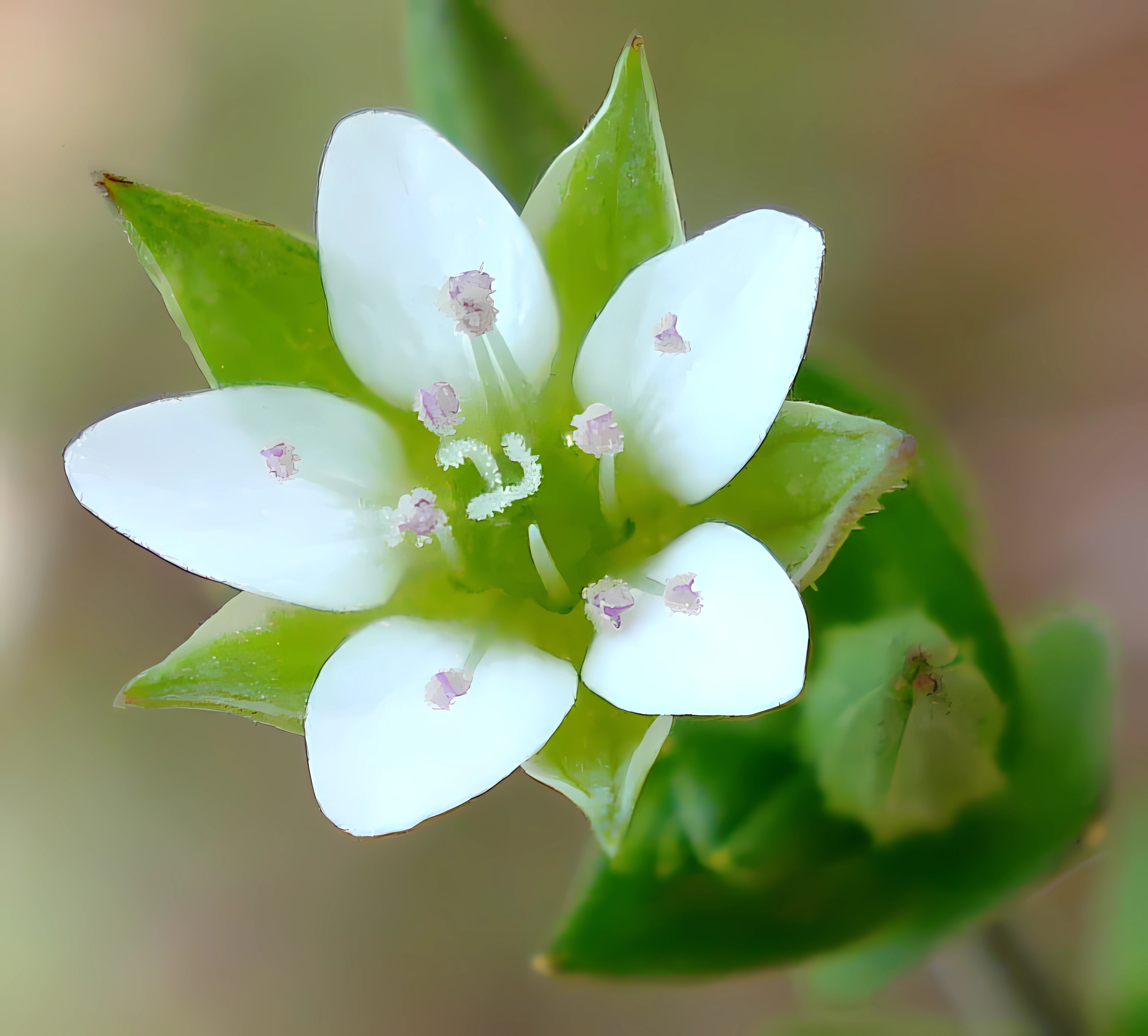
Kwiat piaskowca macierzankowego

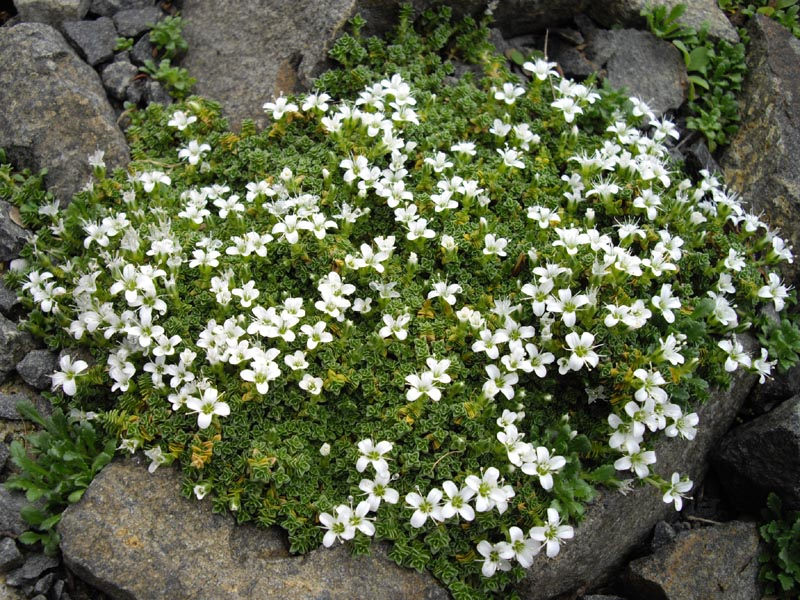
Arenaria tetraquetra

Piaskowiec (Arenaria L.) – rodzaj roślin należący do rodziny goździkowatych. Obejmuje od ok. 160–175 gatunków. Występują one głównie na półkuli północnej, zwłaszcza na obszarach górskich. W Polsce rosną dziko w zależności od ujęcia systematycznego dwa lub trzy gatunki rodzime, z których najbardziej rozpowszechnionym jest piaskowiec macierzankowy.
Szereg gatunków uprawianych jest jako rośliny ozdobne.

## Występowanie
Przedstawiciele tego rodzaju rosną głównie na obszarach górskich, w miejscach kamienistych, w borach sosnowych, w murawach. Zasięg obejmuje strefę klimatu umiarkowanego na półkuli północnej, obszary górskie w Ameryce Północnej, Środkowej i Południowej, także góry Eurazji, poza tym basen śródziemnomorski.
W Polsce występują w naturze dwa gatunki w wąskim ujęciu rodzaju:
- piaskowiec macierzankowy Arenaria serpyllifolia L.
- piaskowiec orzęsiony Arenaria tenella Kit.

W szerokim ujęciu rodzaju do rodzaju zaliczany jest też piaskowiec trawiasty Arenaria graminifolia Schrad., alternatywnie włączany do rodzaju Eremogone jako E. saxatilis (L.) Ikonn. Poza tym podany został z Polski piaskowiec delikatny Arenaria leptoclados o niepewnym statusie we florze, w bazach taksonomicznych klasyfikowany jako podgatunek piaskowca macierzankowego Arenaria serpyllifolia subsp. leptoclados (Rchb.) Nyman.

## Morfologia
PokrójRośliny zielne, głównie byliny, ale też rośliny jednoroczne i dwuletnie. Zwykle nie wyższe niż 15 cm. Rośliny bardzo zmienne pod względem pokroju. Często tworzą kępy z gęsto rosnącymi, delikatnymi łodygami.
LiścieNaprzeciwległe, zwykle drobne, pojedyncze, niepodzielone.
KwiatyWyrastające pojedynczo lub w niewielkich kwiatostanach. Działki kielicha w liczbie 5, wolne, zielone. Płatki korony białe lub rzadziej jasnoróżowe, zaokrąglone na brzegu i stopniowo zwężające się ku nasadzie. Pręcików 10. Zalążnia górna, z 3 szyjkami.
OwoceTorebki otwierające się sześcioma ząbkami.

## Systematyka
W tradycyjnym, szerokim ujęciu rodzaj Arenaria nie jest monofiletyczny i na podstawie badań morfologicznych i molekularnych został podzielony. Wyodrębniono z niego następujące rodzaje: Eremogone Fenzl (1833: 13) [≡ Arenaria subg. Eremogone (Fenzl) Fenzl (1842:360)], Odontostemma Bentham ex Don (1831: 449) [≡ Arenaria subg. Odontostemma (Benth. ex Don) Williams (1895: 603)], Solitaria (McNeill 1962: 128) Sadeghian & Zarre (2015: 667) (≡ Arenaria subg. Solitaria McNeill) oraz wąsko ujmowany rodzaj Arenaria
s.str. Także podział rodzaju na podrodzaje, sekcje i serie jest krytykowany.
Pozycja systematyczna
Rodzaj należy do rodziny goździkowatych (Caryophyllaceae), a w jej obrębie do podrodziny Alsinoideae i plemienia Alsineae.
Wykaz gatunków
- Arenaria acaulis Montesinos & Kool
- Arenaria achalensis Griseb.
- Arenaria aggregata (L.) Loisel.
- Arenaria alfacarensis Pamp.
- Arenaria algarbiensis Welw. ex Willk.
- Arenaria alpamarcae A.Gray
- Arenaria altorum Standl. & Steyerm.
- Arenaria andina Rohrb.
- Arenaria angustifolia McNeill
- Arenaria angustifolioides Kit Tan & Sorger
- Arenaria antitaurica McNeill
- Arenaria aphanantha Wedd.
- Arenaria arcuatociliata G.López & Nieto Fel.
- Arenaria armerina Bory – piaskowiec zawciągowaty
- Arenaria aucheriana Boiss.
- Arenaria balansae Boiss.
- Arenaria balearica L. – piaskowiec balearski
- Arenaria benthamii Fenzl ex Torr. & A.Gray
- Arenaria bertolonii Fiori & Paol.
- Arenaria biflora L. – piaskowiec dwukwiatowy
- Arenaria bisulca (Bartl.) Fenzl ex Rohrb.
- Arenaria boliviana F.N.Williams
- Arenaria bourgaei Hemsl.
- Arenaria bryoides Willd. ex D.F.K.Schltdl.
- Arenaria bulica Stapf ex F.N.Williams
- Arenaria cambodianum Pit.
- Arenaria capillipes (Boiss.) Boiss.
- Arenaria cariensis Carlström
- Arenaria carinata (Muschl.) Molinari
- Arenaria catamarcensis Pax
- Arenaria cerastioides Poir.
- Arenaria chiapensis Standl. & Steyerm.
- Arenaria cikaea F.K.Mey.
- Arenaria ciliata L.
- Arenaria cinerea DC.
- Arenaria conferta Boiss.
- Arenaria conica Boiss.
- Arenaria conimbricensis Brot.
- Arenaria controversa Boiss.
- Arenaria crassipes Baehni & J.F.Macbr.
- Arenaria cretica Spreng.
- Arenaria deflexa Decne.
- Arenaria delaguardiae G.López & Nieto Fel.
- Arenaria densissima Wall. ex Edgew. & Hook.f.
- Arenaria dicranoides Kunth
- Arenaria digyna Willd. ex D.F.K.Schltdl.
- Arenaria dyris Humbert
- Arenaria eliasiana Kit Tan & Sorger
- Arenaria emarginata Brot.
- Arenaria engleriana Muschl.
- Arenaria erinacea Boiss.
- Arenaria filicaulis Fenzl ex Griseb.
- Arenaria fontqueri Cardona & J.M.Monts.
- Arenaria fragillima Rech.f.
- Arenaria funiculata Fior & P.O.Karis
- Arenaria geladaindongensis R.F.Huang & S.K.Wu
- Arenaria gionae Gustavsson
- Arenaria globiflora (Fenzl) Wall. ex Edgew. & Hook.f.
- Arenaria glochidisperma (J.M.Monts.) Fior & P.O.Karis
- Arenaria goekyigitii Dinç & Dogu
- Arenaria gothica Fr.
- Arenaria gracilis Waldst. & Kit.
- Arenaria grandiflora L. – piaskowiec wielkokwiatowy
- Arenaria graveolens Schreb.
- Arenaria guicciardii Heldr. ex Boiss.
- Arenaria gypsostrata B.L.Turner
- Arenaria halacsyi Bald.
- Arenaria hintoniorum B.L.Turner
- Arenaria hispanica Spreng.
- Arenaria hispida L. – piaskowiec szczeciniasty
- Arenaria horizontalis (Muschl.) Molinari
- Arenaria humifusa Wahlenb.
- Arenaria huteri A.Kern.
- Arenaria jamesoniana Rohrb.
- Arenaria kandavanensis Fadaie, Sheidai & Assadi
- Arenaria katoana Makino
- Arenaria kotschyana Fenzl – piaskowiec Kotschy'ego
- Arenaria kurdica McNeill
- Arenaria ladyginii Kozhevn.
- Arenaria lanuginosa (Michx.) Rohrb.
- Arenaria latisepala R.F.Huang & S.K.Wu
- Arenaria leucadia Phitos & Strid
- Arenaria libanotica Kotschy
- Arenaria ligericina Lecoq & Lamotte
- Arenaria livermorensis Correll
- Arenaria longipedunculata Hultén
- Arenaria ludens Shinners
- Arenaria luschanii McNeill
- Arenaria lycopodioides Willd. ex D.F.K.Schltdl.
- Arenaria macrocalyx Tausch
- Arenaria macrosepala Boiss.
- Arenaria mairei Emb.
- Arenaria mandoniana Wedd.
- Arenaria mattfeldii Baehni
- Arenaria mcneillii Aytaç & H.Duman
- Arenaria merckioides Maxim.
- Arenaria mexicana (Bartl.) Steud.
- Arenaria microcalyx Koç & Hamzaoglu
- Arenaria minutissima Rech.f. & Esfand.
- Arenaria modesta Dufour
- Arenaria moehringioides Murr
- Arenaria mons-cragus Kit Tan & Sorger
- Arenaria montana L. – piaskowiec górski
- Arenaria moritziana Pax
- Arenaria muralis (Link) Sieber & Spreng.
- Arenaria musciformis Triana & Planch.
- Arenaria neelgherrensis Wight & Arn.
- Arenaria nevadensis Boiss. & Reut.
- Arenaria nitida (Bartl.) Rohrb.
- Arenaria norvegica Gunnerus
- Arenaria obtusiflora Kunze
- Arenaria oligosperma Naudin
- Arenaria olloixii Jahand., Maire & Weiller
- Arenaria orbicularis Vis.
- Arenaria orbiculata Royle ex Edgew. & Hook.f.
- Arenaria orbignyana Wedd.
- Arenaria oreophila Hook.f.
- Arenaria oresbia Greenm.
- Arenaria pallens Muschl.
- Arenaria paludicola B.L.Rob.
- Arenaria pamphylica Boiss. & Heldr.
- Arenaria parvifolia Benth.
- Arenaria pedunculosa Wedd.
- Arenaria peloponnesiaca Rech.f.
- Arenaria peruviana (Muschl.) Molinari
- Arenaria peyritschii Rohrb.
- Arenaria phitosiana Greuter & Burdet
- Arenaria × piifontii M.B.Crespo & Mateo
- Arenaria pintaudii Molinari
- Arenaria pleurantha Phil.
- Arenaria poeppigiana Rohrb.
- Arenaria polytrichoides Edgew.
- Arenaria pomelii Munby
- Arenaria provincialis Chater & P.Halliday
- Arenaria pseudofrigida (Ostenf. & O.C.Dahl) Steffen
- Arenaria pungens Clemente ex Lag. – piaskowiec kłujący
- Arenaria puranensis L.H.Zhou
- Arenaria purpurascens Ramond ex DC. – piaskowiec czerwieniejący
- Arenaria pycnophylla Rohrb.
- Arenaria pycnophylloides Pax
- Arenaria querioides Pourr. ex Willk.
- Arenaria radians Benth.
- Arenaria redowskii Cham. & Schltdl.
- Arenaria reinholdiana Molinari
- Arenaria reptans Hemsl.
- Arenaria retusa Boiss.
- Arenaria rhodia Boiss.
- Arenaria rivularis Phil.
- Arenaria rotundifolia M.Bieb.
- Arenaria runemarkii Phitos
- Arenaria sabulinea Griseb. ex Fenzl.
- Arenaria saponarioides Boiss. & Balansa
- Arenaria saxigena (Humbert & Maire) Dobignard
- Arenaria semiromica Fadaie
- Arenaria serpens Kunth
- Arenaria serpyllifolia L. – piaskowiec macierzankowy
- Arenaria sipylea Boiss.
- Arenaria sivasica Kit Tan & Sorger
- Arenaria smithiana Mattf.
- Arenaria soratensis Rohrb.
- Arenaria speluncarum McNeill
- Arenaria standleyi Baehni & J.F.Macbr.
- Arenaria stuebelii Hieron.
- Arenaria suffruticosa Fior & P.O.Karis
- Arenaria taiwanensis S.S.Ying
- Arenaria tejedensis (Willk.) Fior & P.O.Karis
- Arenaria tenella Kit. ex Schult. – piaskowiec orzęsiony, p. rzęsowaty
- Arenaria tenera Edgew.
- Arenaria tequilana B.L.Turner
- Arenaria tetragyna Willd. ex D.F.K.Schltdl.
- Arenaria tetraquetra L. – piaskowiec czterogroniasty, p. apeniński
- Arenaria tmolea Boiss.
- Arenaria tomentosa Willk.
- Arenaria uninervia McNeill
- Arenaria venezuelana Briq.
- Arenaria vitoriana Uribe-Ech. & Alejandre